# Локк, Ален
Ален ЛеРой Локк (англ. Alain LeRoy Locke, 13 сентября 1886 — 9 июня 1954) — афроамериканский писатель, философ, просветитель и покровитель искусств. Его называют «отцом Гарлемского ренессанса», поскольку его философские взгляды стали идеологической основой расцвета негритянской культуры в 20-30-е годы XX века и оказали существенное влияние на таких чернокожих деятелей Америки, как Мартин Лютер Кинг и Малькольм Икс.
В списке ста самых влиятельных афроамериканцев за всю историю Ален Локк занял 36 место.

## Биография
Ален Локк родился 13 сентября 1886 года в Филадельфии, штат Пенсильвания, в семье негритянских интеллигентов Плайни Локка (1850—1892) и Мери Хокинс Локк (1853—1922). В 1902 году закончил Центральную среднюю школу Филадельфии и продолжил обучение в Филадельфийской педагогической школе. В 1907 году Локк закончил Гарвардский университет всего за 3 года и получил степень по английской литературе и философии. Он стал первым афроамериканцем, получившим стипендию Родса. Также за время учёбы в Гарварде он удостоился престижной премии Bowdoin Prize за сочинение по английской литературе. После окончания Гарварда он попытался поступить в несколько гарвардских колледжей, однако везде получил отказ из-за цвета своей кожи. В конце концов он поступил в оксфордский Хэртфорд-колледж, где изучал литературу, философию, греческий и латынь. В 1910 г. он отправился в Европу, где год изучал философию в Берлинском университете, а затем учился в Коллеж де Франс в Париже.
Вернувшись в Америку, Локк получил должность профессора английского языка и литературы в Университете Говарда в Вашингтоне. Здесь он познакомился с афроамериканскими философами У. Дюбуа и Картером Вудсоном, оказавшими большое влияние на его философию.
В 1916 году Локк вернулся в Гарвард для работы над докторской диссертацией на тему «Проблема классификации теории ценностей». В ней он полемизировал над причиной воззрений и социальных отклонений и доказывал, что они не могут быть объективно правильными или ложными, стало быть, универсальными. Локк защитил диссертацию и стал доктором философии в 1918 году, после чего вернулся в Говард, где возглавил кафедру философии и занимал эту должность вплоть до своей смерти в 1954 году.
Локк помогал многим чернокожим художникам, писателям и музыкантам, призывая их обращаться за вдохновением к Африке и использовать сюжеты из истории негритянского народа в своём творчестве. В марте 1925 года Локк выступил в качестве редактора специального выпуска журнала Survey Graphic, посвящённого Гарлему и Гарлемскому ренессансу, и знакомившего белых читателей с талантливыми афроамериканскими авторами. Это издание стало первой попыткой, представить афроамериканское население Америки вне рамок стереотипного мышления. В том же году он издал свою самую известную книгу, сборник афроамериканских писателей и поэтов, давший название целому культурному явлению — «Новый негр». Философия «Нового негра» основывалась на идее «строительства расы». Её главной составляющей стало осознание неизбежного равенства рас. При этом утверждалось, что отныне чернокожие не должны мириться с несправедливым положением, которое им отвели белые. Несмотря на формальное провозглашение равенства рас, на деле оно не соблюдалось. В «Новом негре» Локк предложил, что как только идея расового самосознания, уверенности и политической осведомлённости возобладает в умах афроамериканцев, станет силой масс и воплотится в конкретные действия, чёрному населению Америки удастся добиться фактического равноправия.

## Главные работы
- Новый негр (New York: Albert and Charles Boni, 1925)
- Four Negro Poets (New York: Simon and Schuster, 1927)
- Plays of Negro Life: a Source-Book of Native American Drama (New York: Harper and Brothers, 1927)
- A Decade of Negro Self-Expression (Charlottesville, VA, 1928)
- The Negro in America (Chicago: American Library Association, 1933)
- Negro Art — Past and Present (Washington, D.C.: Associates in Negro Folk Education, 1936)
- The Negro and His Music (Washington, D.C.: Associates in Negro Folk Education, 1936)
- The Negro in Art: A Pictorial Record of the Negro Artist and of the Negro Theme in Art (Washington, D.C.: Associates in Negro Folk Education, 1940)
- When Peoples Meet: A Study in Race and Culture Contacts (New York: Committee on Workshops, Progressive Education Association, 1942)
- Locke, Alain. «A Collection of Congo Art.» Arts 2 (February 1927), pp. 60-70.
- «Harlem: Dark Weather-vane.» Survey Graphic 25 (August 1936), pp. 457—462, 493—495.
- «The Negro and the American Stage.» Theatre Arts Monthly 10 (February 1926): 112—120.
- «The Negro in Art.» Christian Education 13 (November 1931), pp. 210—220.
- «Negro Speaks for Himself.» The Survey 52 (April 15, 1924), pp. 71-72.
- «The Negro’s Contribution to American Art and Literature.» The Annals of the American Academy of Political and Social Science 140 (November 1928): 234—247.
- «The Negro’s Contribution to American Culture.» Journal of Negro Education 8 (July 1939), pp. 521—529.
- «A Note on African Art.» Opportunity 2 (May 1924), pp. 134—138.
- «Our Little Renaissance.» Ebony and Topaz, edited by Charles S. Johnson. New York: National Urban League, 1927.
- «Steps Towards the Negro Theatre.» Crisis 25 (December 1922), pp. 66-68.
- Du Bois, W.E.B. «The Younger Literary Movement.» Crisis 28 (February 1924), pp. 161—163.
- Margaret J. Butcher. The Negro in American Culture (1956) — книга написана на основе литературного наследия Алена Локка.

## Религиозные убеждения
Ален Локк был последователем Веры Бахаи. Он провозгласил свою веру в Бахауллу в 1918 году. В то время американские бахаи подтверждали свою приверженность этой религии, отправляя письмо Абдул-Баха. Так же поступил и Локк, получив в ответ от Абдул-Баха личное послание, или «скрижаль». После кончины Абдул-Баха в 1921 году Локк поддерживал близкие отношения с Шоги Эффенди, Хранителем Веры Бахаи. Хотя сложно сказать, насколько учение бахаи оказало влияние на философию Локка, многие его концепции согласуются с принципами Веры Бахаи. Шоги Эффенди в одной беседе с Локком отметил:
Такие люди, как Вы, Луис Грегори, Джон Эсслемонт и несколько других драгоценнцых душ так же редки, как бриллианты.

## Признание
Именем Алена Локка названы школы в Лос-Анджелесе, Филадельфии, Индиане, академия в Чикаго и холл в Университете Говарда в Вашингтоне.